# Józef (koptyjski biskup generalny)
Józef (ur. 1 marca 1955) – duchowny Koptyjskiego Kościoła Ortodoksyjnego, od 2013 biskup generalny zarządzający wakującą diecezją Luksoru.
Sakrę biskupią otrzymał 15 czerwca 2013.